# Budget fédéral des États-Unis
Cet article possède un paronyme, voir Budget fédéral.

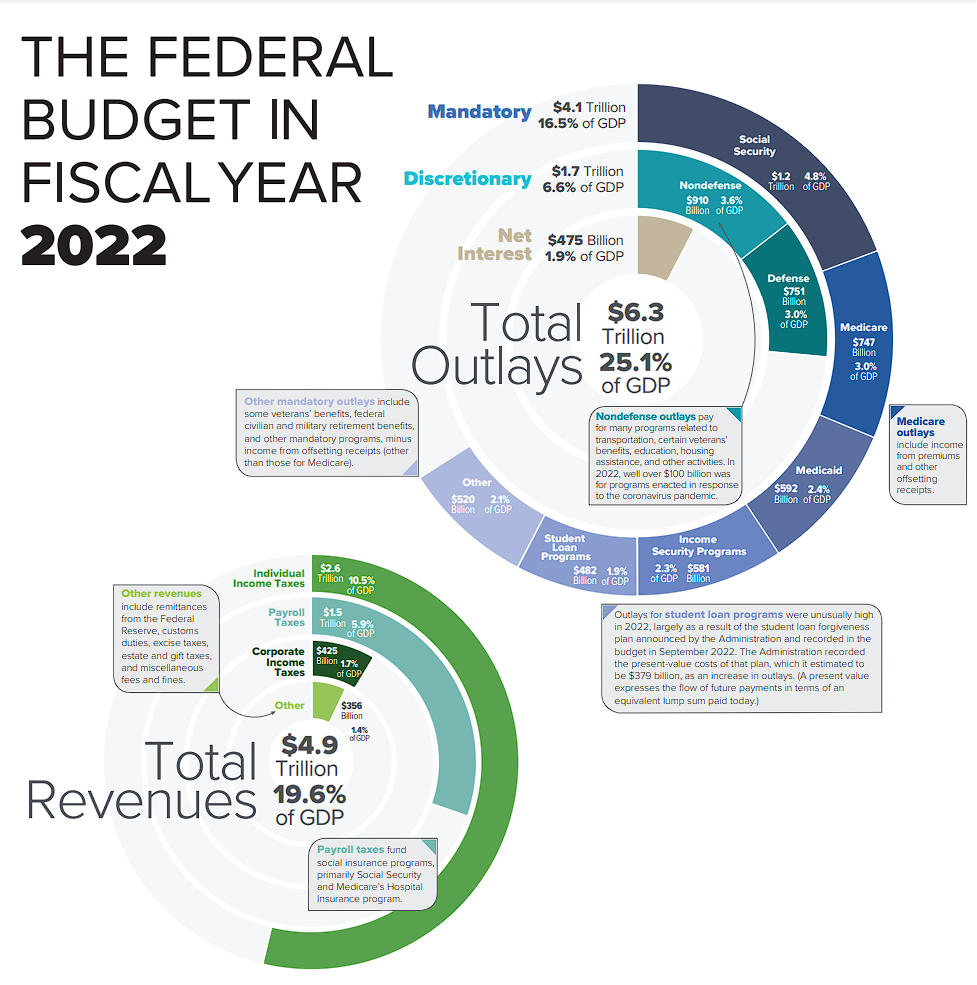
Infographie du budget fédéral en 2022.

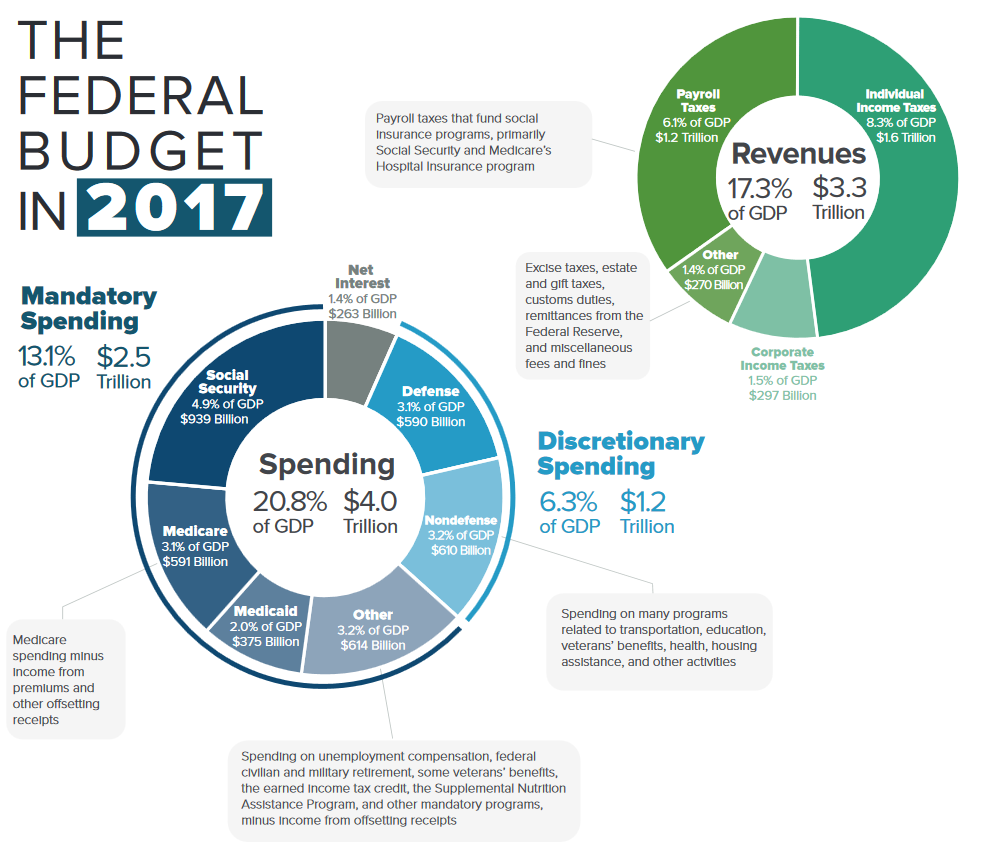
Infographie du budget fédéral en 2017.

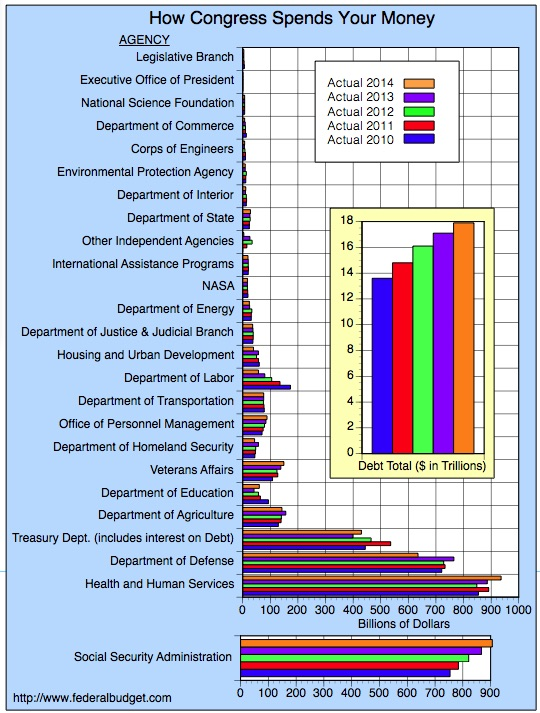
Budgets annuels par départements et agences fédérales entre 2010 et 2014.

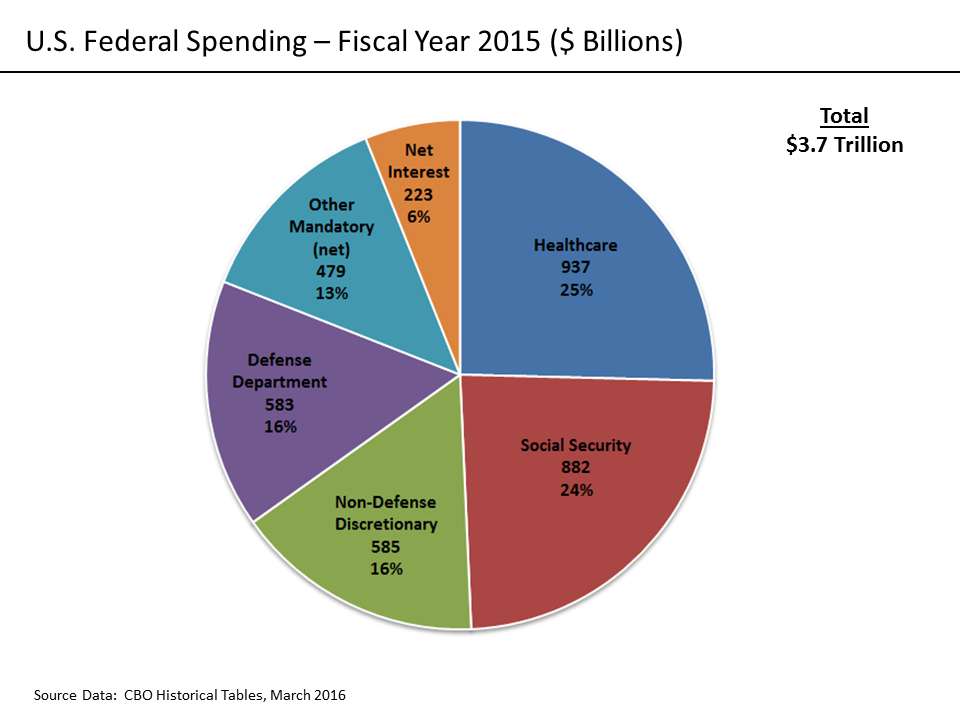
Dépense par secteur en 2014.

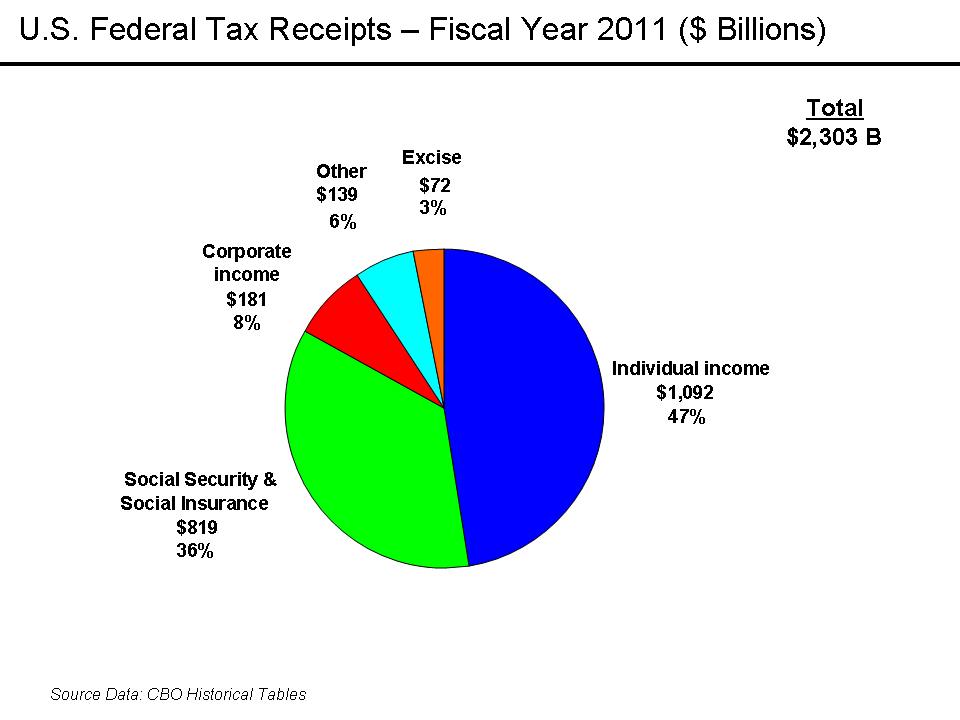
Recettes par secteur en 2011.

Le budget fédéral des États-Unis est le budget de l'État fédéral américain. Il est le plus élevé du monde depuis la Seconde Guerre mondiale devant celui du Japon.

## Caractéristiques
Il est proposé par le président des États-Unis au congrès des États-Unis. En raison du système bicaméral des États-Unis, prévu par la Constitution des États-Unis, le Sénat et la Chambre des représentants doivent approuver et amender le budget, qui par la suite va vers le président pour signature. Si le président utilise son droit de veto sur le budget, ce dernier retourne au Congrès, où le veto peut être annulé par deux-tiers des votants. Un arrêt des activités gouvernementales aux États-Unis survient généralement lorsque le président et une, voire les deux chambres, n'arrivent pas à trouver un accord concernant les allocations budgétaires avant la fin du cycle budgétaire en cours.
De 1842 à 1979, l'année fiscale commence le 1er juillet. À partir de 1979, l'année fiscale commence le 1er octobre.
La gestion et le contrôle des comptes publics sont effectués par plusieurs organismes dont le Département du Trésor des États-Unis, le Government Accountability Office, le Congressional Budget Office, le Bureau de la gestion et du budget.
On distingue deux types de dépenses :
- les dépenses obligatoires ou automatiques (retraites, protection sociale, programmes d’aide de l’État comme les coupons alimentaires) dépendent de lois existantes et sont reconduites chaque année de manière automatique. Elles sont en augmentation structurelle pour des raisons démographiques et de coûts des traitements médicaux. Au début des années 2010, ces dépenses représentent plus de 60 % du budget de l’État fédéral ;
- les dépenses discrétionnaires, représentant moins de 40 % du budget dont les niveaux sont fixés chaque année par les lois de budget (« appropriations ») votées par les parlementaires du Congrès. Elles concernent donc le budget de la Défense (la moitié de ces dépenses), la diplomatie, l’aide extérieure, l’éducation, la justice, la recherche, etc.

## Histoire

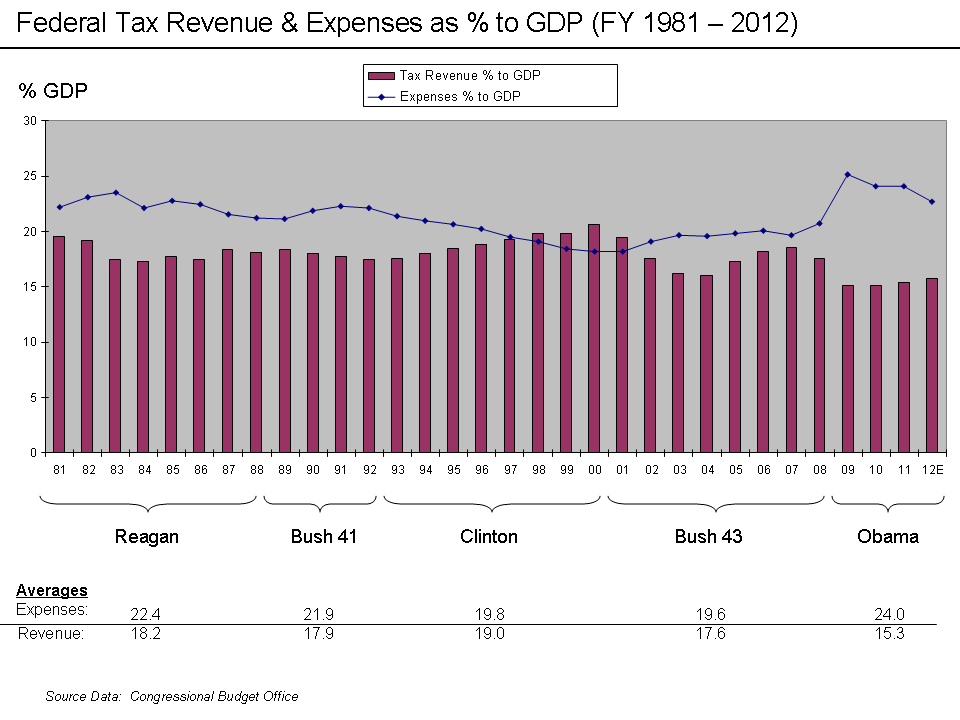
Dépenses et recettes du budget fédéral des États-Unis en % du PNB entre 1981 et 2012.

Durant leurs 138 premières années d'existence (1776-1913), les États-Unis n'avaient pas d'impôt fédéral sur le revenu fixe. La plus grande part du revenu du gouvernement provenait des impôts indirects sur les produits, des droits de douane et de diverses taxes sur les photographies, les chèques de banque,
les certificats d'actions, les testaments, les actes translatifs et d'autres documents légaux.
Plusieurs impôts sur le revenu furent levés à la fin du XIXe siècle, dont certains furent déclarés anticonstitutionnels par la Cour suprême. En 1913, le XVIe amendement à la Constitution supprime les restrictions sur l'impôt sur le revenu, permettant à cet impôt de devenir permanent. L'agence fondée pour percevoir cet impôt fut baptisée « Internal Revenue Service » (« Service des recettes internes »), pour se distinguer des institutions du gouvernement collectant les recettes externes au moyen des taxes et des droits de douane.
Durant l'histoire récente, le budget a été excédentaire pour la dernière fois sous le second mandat du président Bill Clinton entre 1998 et 2001.
Le taux maximal d’imposition était de 91 % sous la présidence Eisenhower, de 72 % sous Richard Nixon et de 50 % au début du mandat de Ronald Reagan. George W. Bush obtient en juin 2001 un vote majoritaire du Sénat, alors dominé par le parti républicain, pour réduire les impôts de 1 350 milliards de dollars sur cinq ans. Le taux d'imposition sur le revenu le plus faible passe de 15 à 10 %, le taux le plus élevé de 39,6 % à 35 %, avec de nombreuses exonérations fiscales permettant de diviser par deux le taux d'imposition des plus hauts revenus. Ce taux de 35 % est maintenu sous la présidence Obama.
Depuis le 1er mars 2013, faute d'accord à la fois du Congrès et de la Maison Blanche sur la réduction du déficit public, un séquestre budgétaire (des coupes automatiques dans le budget) est en cours dans le cadre d'une loi voté en 2011. Celui-ci peut durer jusqu'en 2021.
Le 18 décembre 2013, un budget pour 2014 et 2015 a été voté annulant le séquestre.

## Statistiques
Pour l'année fiscale 1972, le budget comprend 236,6 de milliards de dollars américains valeur courante (1 306 milliards de dollars valeur 2012) de dépenses soit 21,7 % du PNB et 197,8 milliards de dollars américains valeur courante (1 096 milliards de dollars valeur 2012) de recettes. La dette publique des États-Unis est à cette date de 317 milliards de $ soit 31,1 % du produit national brut.
Pour l'année fiscale 2012, le budget voté comprend 3 796 milliards de dollars américains de dépenses, des recettes de 2 469 milliards de dollars et un déficit de 1 327 milliards de dollars. Les dépenses publiques sont à 24 % du PIB, les recettes fédérales à 17 % (24 % pour l'ensemble des prélèvements obligatoires en comptant les taxes locales), soit dans les deux cas des niveaux historiquement haut et bas respectivement et parmi les pourcentages les plus bas de l'organisation de coopération et de développement économiques. Les dépenses discrétionnaires sont de 967 milliards de dollars pour l’année fiscale 2013, elles devraient être de 1 014 milliards de 2014 et de 1 016 milliards en 2015.
Le déficit public est à cette dernière date supérieur à 8 % du PIB et la dette publique des États-Unis atteint 100 % de celui-ci avec 16 394 milliards de dollars le 30 janvier 2012 à la suite, entre autres, de la crise financière mondiale débutant en 2007 et la crise économique mondiale des années 2008 et suivantes.
Le gouvernement fédéral passe, en 2010, un total de 338 milliards de dollars de contrats avec les entreprises privées et 281 milliards, en 2014, selon les chiffres du Professional Services Council.

## Projection de la dette
Projection de la dette en 2014 dollars constants (billions soit mille milliards de dollars).

Projection de la dette avec des mandats non financés.